# Miguel Giménez Igualada
Miguel Giménez Igualada, (Iniesta, Cuenca, 1888 — México, 1973) fue un escritor anarcoindividualista español también conocido como Miguel Ramos Giménez y Juan de Iniesta.

## Vida
Durante su juventud ejercerá distintas profesiones (taxista, vendedor ambulante, capataz de una industria azucarera, maestro racionalista, conferenciante, etc). En su juventud se envolvió en actividades ilegalistas. Miembro del sindicato anarquista Confederación Nacional del Trabajo desde la década de 1920, el inicio de la Guerra Civil y la Revolución social anarcosindicalista a mediados de 1936 le sorprenden en la ciudad de Barcelona, donde participa en la gestión del Teatro del Pueblo municipal. Entre octubre de 1937 y febrero de 1938 se hace cargo de la dirección de la editorial Nosotros, que publica su propia revista, en la que aparecerán muchos trabajos de Han Ryner y Émile Armand, y participa también en la publicación de Al Margen, al pie de cuya cabecera se lee Publicación quincenal individualista.
Profundamente influido por la lectura de Max Stirner, de quien será su principal divulgador en España a través de sus escritos (publica y prologa la cuarta y quizá más importante edición en español del ensayo Der Einzige und sein Eigentum (El único y su propiedad) desde 1900, a través de la editorial Nosotros, Valencia, 1937) y propondrá la creación de su propia versión de la Unión de Egoístas stirneriana, una Federación de asociaciones anarquistas individualistas, pero no llegará a llevarse a efecto y a principios de 1939 se traslada a Francia y posteriormente a Argentina, Uruguay y México.
Publicará también numerosas colaboraciones en Boletín Interno del CIR, Cénit, Cultura y Pedagogía, Despertad!, Fuego, Inquietudes, Ruta y Tierra y Libertad (periódico de la Federación Anarquista Ibérica), además de varios ensayos.

## Pensamiento

### Anarquismo humanista
En su obra principal Anarquismo Igualada afirma que «humanismo o anarquismo...para mí, son una y misma cosa». Él describe al anarquista como aquel que no acepta «que nos sea impuesto un pensamiento y a la de no permitir que un pensamiento nuestro pese sobre ningún cerebro, oprimiéndolo, es a lo que yo llamo anarquismo, ya que anarquía no es para mí sólo una negación, sino una doble actividad de la conciencia: por la primera, consciente el individuo de lo que es y significa en el concierto del mundo humano, defiende su personalidad contra toda exterior imposición; por la segunda, y aquí radica toda la gran belleza de su ética, defiende y ampara y estimula y realza la personalidad ajena, no queriendo imponérsele». Mira que «el que sujeta su vida a un modelo exterior no puede tener otros amores que los que le preste el modelo elegido, al que levanta altar en su corazón como a deidad. Aunque predique amor, no será amoroso; aunque hable de libertad, sólo concebirá la libertad condicionada por aquél o aquello que lo domina, y esa libertad tiene todo el carácter de esclavitud: religión que ató su vida a credo exterior, que lo subyuga».

### Anarquismo pacífico
Igualada expone un pacifismo radical cuando afirma que «cuando digo que por medio de la guerra no hallará nunca la paz la humanidad, fundamento mi afirmación en el hecho de que los más pacíficos son los menos creyentes, por lo que, deduciendo, se puede asegurar que el día feliz y dichoso en que el acto bélico (religiosidad es belicosidad) sea extirpado de las conciencias, la paz existirá en la casa del hombre, y como de las conciencias no se arrancan las creencias sino por un acto trascendentalmente educativo, nuestra labor no es de matanza, sino de educación, teniendo bien presente que educar no es en ningún caso domesticar». Y en tanto argumenta por un «anarquismo pacífico, poético, creador de bondad, de armonía y de belleza, cultivador de la sana alegría de vivir en paz, signo de potencia y de fecundidad...De ahí que todo el que sea desarmónico (violento, guerrero), todo el que pretenda, de algún modo o manera, dominar a uno cualquiera de sus semejantes, no sea anarquista, porque el anarquista respeta de tal modo la integridad personal de los seres humanos, que no puede hacer a ninguno esclavo de sus pensamientos para no convertirlo en instrumento suyo, en hombre-herramienta».

### El capitalismo es producto del Estado
Sobre economía mira que «el capitalismo es sólo el efecto del gobierno; desaparecido el gobierno, el capitalismo cae de su pedestal vertiginosamente... Lo que llamamos capitalismo no es otra cosa que el producto del Estado, dentro del cual lo único que se cultiva es la ganancia, bien o mal habida. Luchar, pues, contra el capitalismo es tarea inútil, porque sea capitalismo de Estado o capitalismo de empresa, mientras el Gobierno exista, existirá el capital que explota. La lucha, pero de conciencias, es contra el Estado». Sobre la propiedad y la tecnocracia opina que «¿la propiedad? ¡Bah! No es problema. Porque cuando nadie trabaje para nadie, el acaparador de la riqueza desaparece, como ha de desaparecer el gobierno cuando nadie haga caso a los que aprendieron cuatro cosas en las universidades y por ese sólo hecho pretenden gobernar a los hombres. Porque si en la tierra de los ciegos el tuerto es rey, en donde todos ven y juzgan y disciernen, el rey estorba. Y de lo que se trata es de que no haya reyes porque todos sean hombres. Las grandes empresas industriales las transformarán los hombres en grandes asociaciones donde todos trabajen y disfruten del producto de su trabajo. Y de esos tan sencillos como hermosos problemas trata el anarquismo y al que lo cumple y vive es al que se le llama anarquista... El hincapié que sin cansancio debe hacer el anarquista es el de que nadie debe explotar a nadie, ningún hombre a ningún hombre, porque esa no-explotación llevaría consigo la limitación de la propiedad a las necesidades individuales».

## Obras
- Dolor, 1944
- Más allá del dolor, 1946
- Lobos en España, 1946
- Un atentado, los caminos del hombre, 1961
- Anarquismo, 1968
- El niño y la escuela, Salmos, Stirner, 1968
- Trilogía de oratoria, 1968